# Sèrie 211 de FGC
La sèrie 211 de Ferrocarrils de la Generalitat de Catalunya (FGC) va estar formada per deu unitats de tren (UT) elèctriques d'ample de via mètric, fabricades per les empreses nacionals MACOSA i La Maquinista Terrestre i Marítima, amb llicències de la francesa Alstom, que van circular a la línia Llobregat-Anoia. Van ser els primers trens adquirits per FGC, en una comanda conjunta amb els de la sèrie 111 de via normal per la línia Barcelona-Vallès, i suposaren el primer pas per la completa renovació del parc de material mòbil, força envellit en aquell moment.
Els deu trens es van posar en servei entre els anys 1987 i 1988, i inicialment la sèrie va estar formada per cinc UT de tres cotxes i cinc de dos cotxes. L'any 1995, dues d'aquestes es van ampliar amb un tercer cotxe. Es van donar de baixa prematurament l'any 2009, amb només 22 anys de vida.
Sempre han estat coneguts amb el malnom castellanitzat de "Copitos", fent al·lusió al color blanc del llavors famós goril·la Floquet de Neu del Parc Zoològic de Barcelona.

## Història

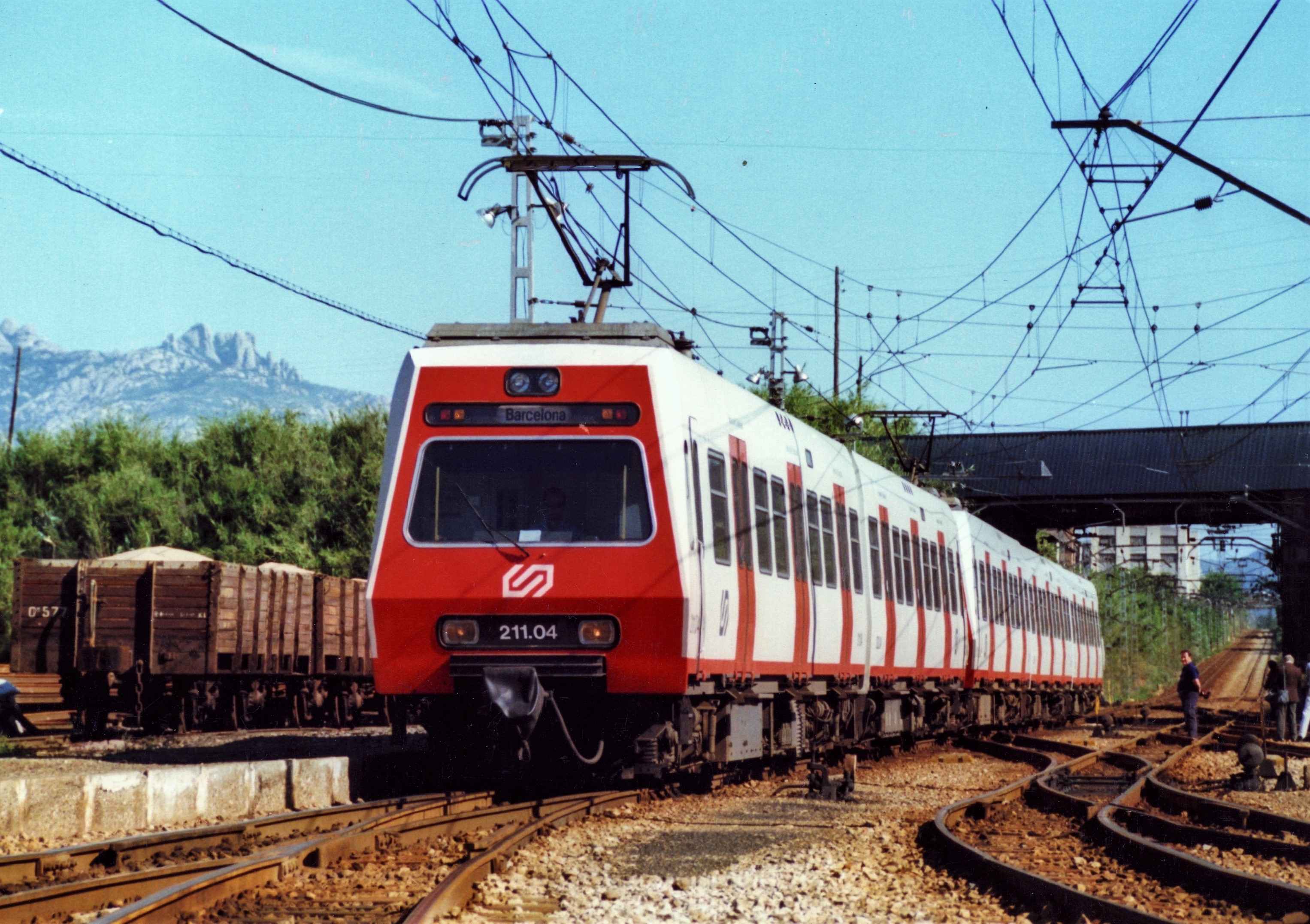
Un tren regional de Manresa a Barcelona entrant a l'estació de Martorell-Enllaç el 5 de juny de 1988. A cap, la 211.04 encara amb dos cotxes, donat que el remolc intermedi no es va a autoritzar a circular fins al 19 de desembre següent.

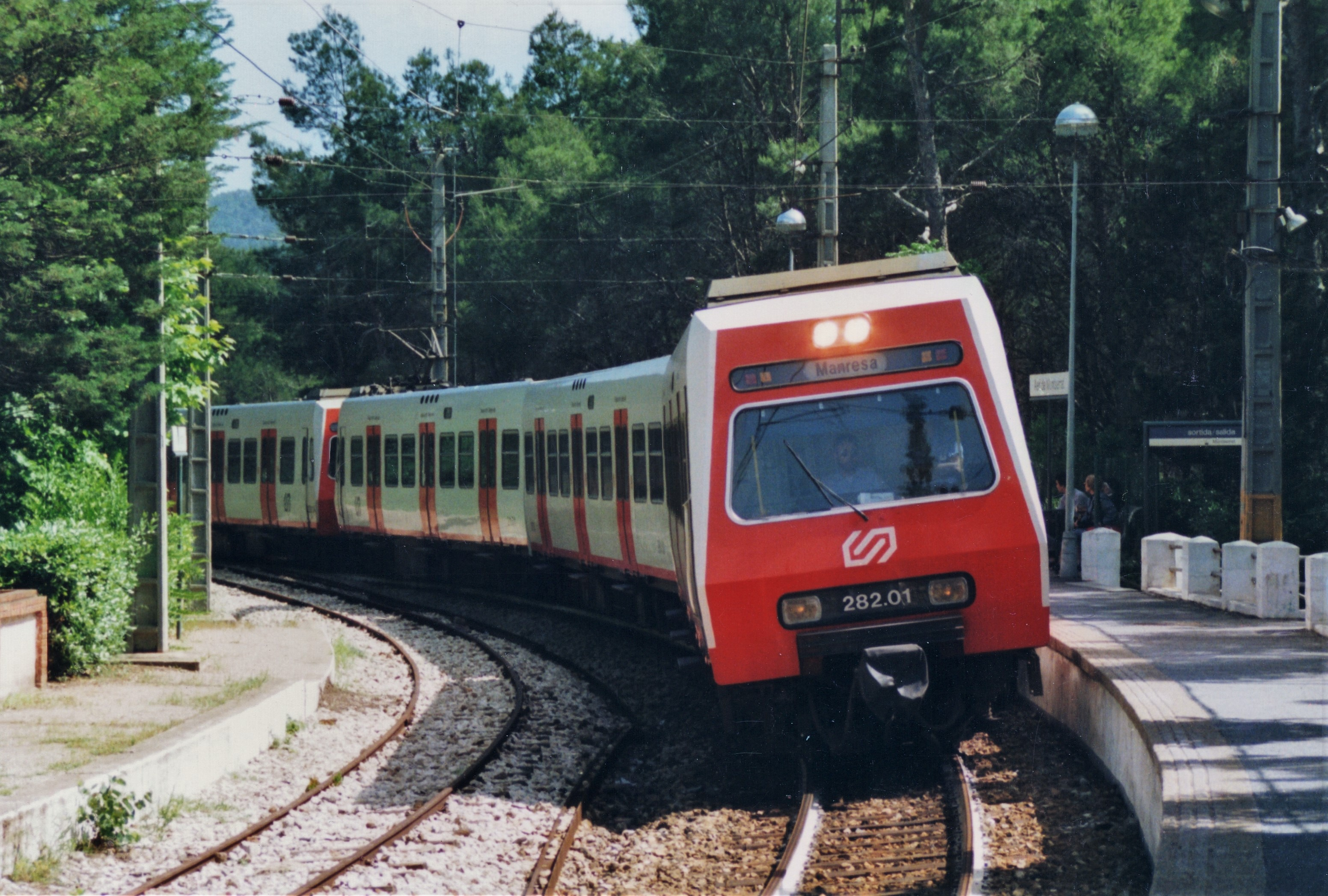
Un tren format per la 211.01 de tres cotxes, i una altra de dos cotxes, arribant a l'Aeri de Montserrat, camí de Manresa.

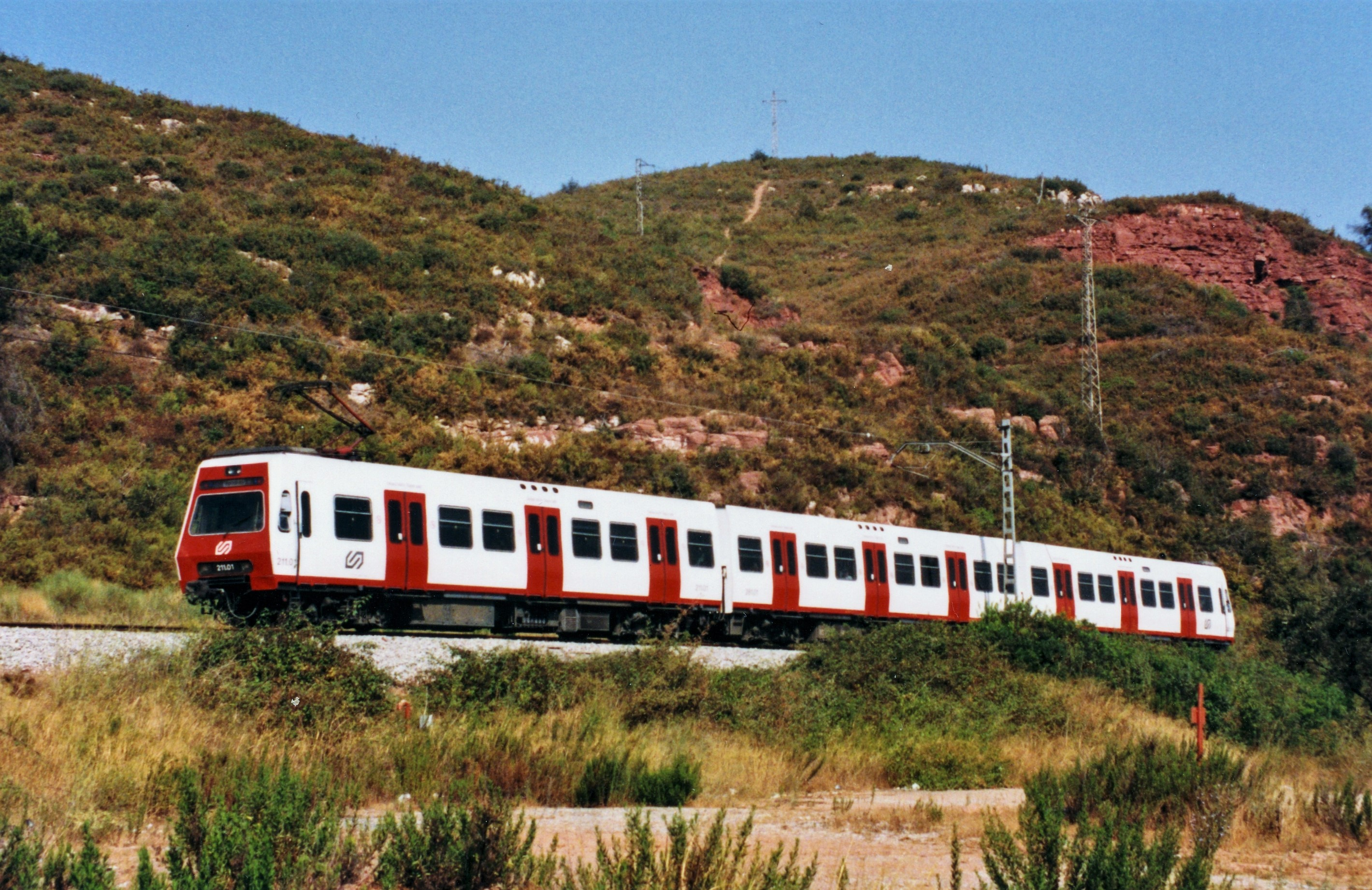
La 211.01 fent un tren suburbà de Sant Andreu de la Barca a Barcelona, prop de Pallejà, l'any 1994.

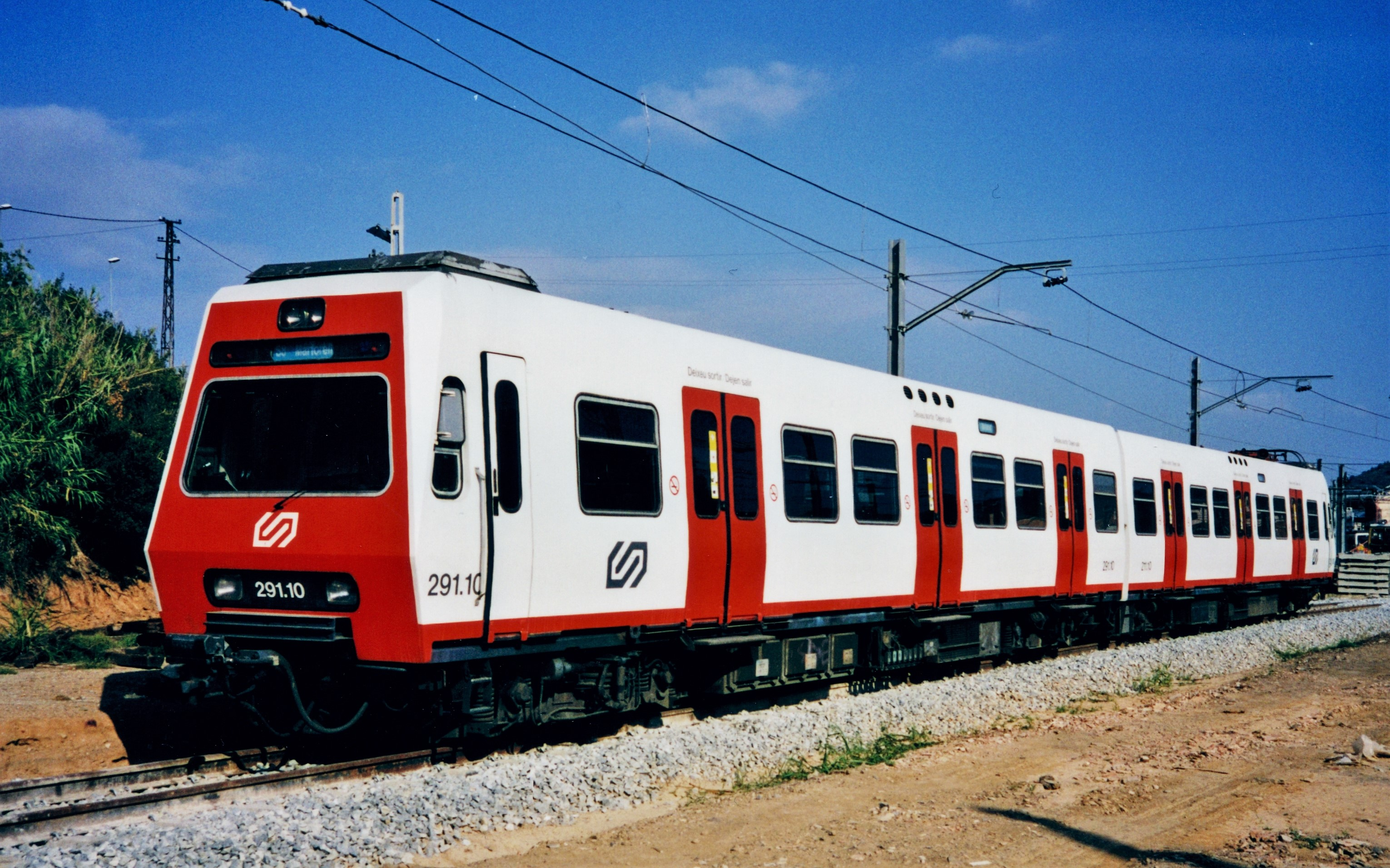
La UT de dos cotxes 211.10 a Martorell-Enllaç, el 2010.

L'empresa pública catalana Ferrocarrils de la Generalitat de Catalunya (FGC) es va constituir el 5 de setembre de 1979, per fer-se càrrec dels dos ferrocarrils que fins llavors explotava la també empresa pública, però espanyola, FEVE. Un d'ells és el que llavors es coneixia com a "Catalans" (actualment línia Llobregat-Anoia, LA) que, partint de l'estació de Plaça Espanya a Barcelona, arriba fins a Manresa i Igualada. Tant els darrers anys de l'explotació d'aquest ferrocarril per part de l'empresa privada que n'era concessionària (Compañía General de los Ferrocarriles Catalanes), com durant el període transitori en que va ser operat per FEVE, es van gastar molt pocs diners en el manteniment de les instal·lacions i del material. Per aquest motiu, el 1980 FGC va redactar el "Pla General d'actuació pel període 1981-1990", que pretenia no només reconstruir els decrèpits ferrocarrils, sino millorar-los per convertir-los en els eficients serveis de transport que son ara.
Aquest pla preveia la renovació del material rodant, tant modernitzant les sèries existents, com adquirint nous trens. Pel servei de viatgers, el 1981 FGC va contractar la fabricació de 25 unitats de tren elèctriques, de les quals vint serien d'ample de via estàndard per la línia "Catalunya i Sarrià" i cinc de via mètrica per la línia de "Catalans". Totes elles serien tècnicament idèntiques, malgrat que existirien algunes diferències entre les dels dos amples de via: composició de dos o tres cotxes; caixes més estretes i mes curtes; estreps a les portes d'accés i dotació de WC per les de via mètrica. Les de via normal serien totes de tres cotxes, amb caixes més amples i llargues i sense estreps ni WC.
En aquell moment, pel servei de viatgers a la línia "Catalans" es disposava de:
- Quinze UT elèctriques de la sèrie 5000, fabricades entre els anys 1960 i 1977. S'utilitzaven en els trens de rodalies i en els regionals fins a Manresa.
- Onze automotors dièsel de la sèrie 3000, dels tipus MAN, fabricats entre 1966 i 1968, més dos remolcs de la mateixa sèrie, del tipus Ferrostaal, fabricats l'any 1956. Feien els trens regionals fins a Igualada.

Quan entressin en servei, els nous trens de la sèrie 211 permetrien augmentar la freqüència dels trens, i substituir temporalment als de la sèrie 5000 mentre eren modernitzats.

### Fabricació i dificultats
Després d'analitzar les ofertes presentades per diferents fabricants al corresponent concurs públic, es va adjudicar la fabricació de les 25 UT a les empreses nacionals La Maquinista Terrestre i Marítima (MTM) i MACOSA, i a la francesa Alsthom. El 3 de febrer de 1981, el president d'FGC va signar una carta d'intencions adreçada a aquests fabricants, informant-los de l'adjudicació, i de que la signatura del contracte estava pendent de la formalització d'un crèdit bancari per 6.000 milions de pessetes (36 milions d'Euros). Aquest tràmit va endarrerir un parell de mesos la signatura del contracte, doncs era el primer crèdit internacional demanat per una comunitat autònoma. Finalment, el contracte per la fabricació dels 25 trens es va signar el 29 de juny de 1981.
Pel que fa a les 10 UT de la sèrie 211, la fabricació es va repartir així:
- MACOSA fabricaria totes les caixes (10 cotxes motors i cinc remolcs intermedis).
- MTM fabricaria 16 motors elèctrics de tracció i l'equipament elèctric i electrònic per cinc cotxes motors.
- Alsthom fabricaria 4 motors elèctrics de tracció i l'equipament elèctric i electrònic pels altres cinc cotxes motors.

Tot i que no formava part de les empreses guanyadores del concurs, va tenir una participació destacada en la fabricació dels trens l'empresa suïssa Alusuisse, que va construir tots els perfils extrusionats d'aliatges d'alumini amb els que es van muntar les caixes dels trens.
En el moment de la seva adquisició, FGC preveia la posterior compra d'altres 26 UT del mateix tipus, de les quals 12 serien per la línia "Catalans", per tal de reemplaçar als trens de la sèrie 5000. El 22 de febrer de 1983, el Consell Executiu de la Generalitat de Catalunya va aprovar un projecte de llei per autoritzar una operació de crèdit de 8.600 milions de Pessetes, destinats a la compra d'aquests trens. No obstant, aquesta opció no es va exercir mai, sens dubte per les dificultats en la posada a punt dels nous trens, que va endarrerir la seva entrada en servei uns quants anys, especialment els de la sèrie 211 de la línia "Catalans".
Segons el contracte, era previst que el primer tren fos entregat pels fabricants el mes de setembre o d'octubre de 1983, rebent l'últim el febrer de 1984. No obstant, els greus problemes sorgits durant la posada en marxa de les UT d'ample estàndard de la sèrie 111 van endarrerir la seva posada en servei uns quants anys.
Aprofitant aquest retard, el 1985 FGC va decidir modificar el disseny tecnològic i la composició dels trens de la sèrie 211. Es va signar un contracte addicional amb els fabricants, pel qual en lloc de les cinc UT inicialment previstes en composició M-R-M es fabricarien deu unitats:
- Cinc tindrien composició M-R-Rc (números 211.01 a 211.05). Per fer-ho, s'aprofitarien cinc dels cotxes motors i els cinc remolcs intermedis previstos, i es fabricarien cinc nous cotxes remolcs amb cabina de conducció.
- Cinc tindrien composició M-Rc (números 211.06 a 211.10), aprofitant els restants cinc cotxes motors previstos inicialment, fabricant altres cinc nous cotxes remolcs amb cabina de conducció.

Això va comportar una modificació en les assignacions de fabricació de les caixes, quedant finalment així:
- Macosa fabricaria les caixes dels 10 cotxes motors, els cinc remolcs intermedis i cinc remolcs amb cabina de conducció.
- MTM fabricaria els altres cinc remolcs amb cabina de conducció.

Finalment, els fabricants van entregar la primera UT, la 211.01, el 13 de maig de 1987. Va ser descarregada a la via del Passeig de Can Tunis, a Barcelona, de la línia Barcelona El Port-Sant Boi. Des d'allà es va remolcar fins al taller de Martorell Enllaç. Va ser autoritzada a circular el 22 de maig següent, i va prestar el primer servei comercial el 16 de setembre. La resta de vehicles van ser rebuts per FGC al llarg dels anys 1987 i 1988, sent autoritzada a circular la darrera UT (la 211.10) el 31 de desembre de 1988, amb gairebé cinc anys de retard.
Com a curiositat cal esmentar que la UT 211.06, tot just després de ser autoritzada a circular, va ser exposada al recinte firal de Montjuïc entre el 30 de maig i el 5 de juny de 1988, en el marc de la Fira Internacional de Barcelona Fib'88, que commemorava el centenari de la primera Exposició Universal de Barcelona.
L'any 1993 es van clausurar les antigues instal·lacions de MTM al barri de Sant Andreu de Palomar de Barcelona. Durant el trasllat a la nova factoría de Santa Perpètua de Mogoda l'empresa, en aquell moment ja en mans de la multinacional Alsthom, va comunicar a FGC la existència de dues caixes de cotxes amb cabina de conducció de la sèrie 211, per si les volien aprofitar. Construïdes als anys vuitanta per motius no coneguts, finalment es van utilitzar, però transformant-les en cotxes remolcs intermedis. Finalitzats els treballs, els dos cotxes van ser entregats a FGC el juliol de 1995, que els va incorporar a les dues primeres UT de dos cotxes, sent numerats com 281.06 i 281.07. Van començar a prestar servei comercial els dies 21 de juliol i 2 d'agost, respectivament.

### Serveis

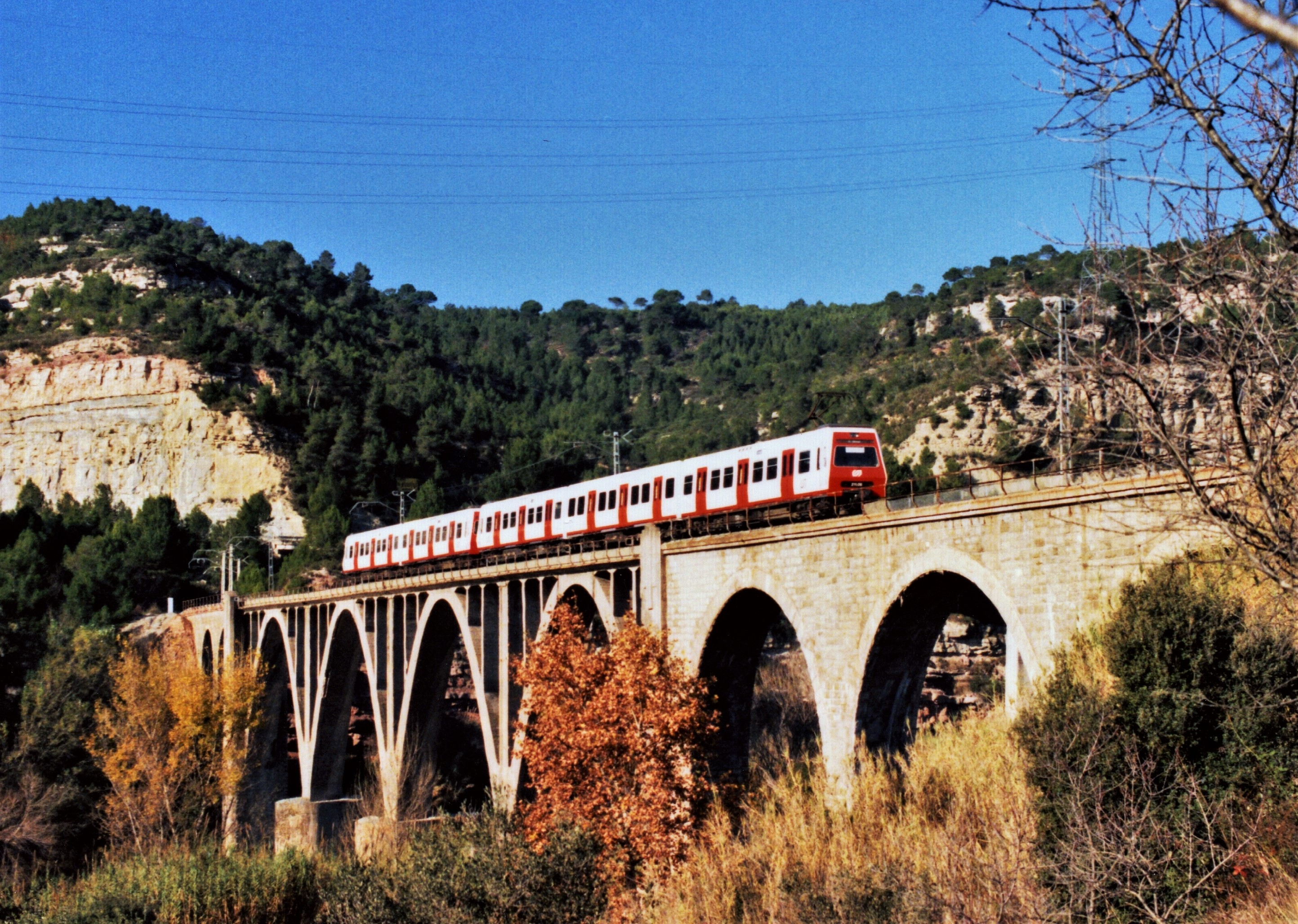
El tren N407 de Barcelona a Manresa, format per una UT de dos cotxes i una altra de tres cotxes, sobre el viaducte de Monistrol, el desembre de 1997.

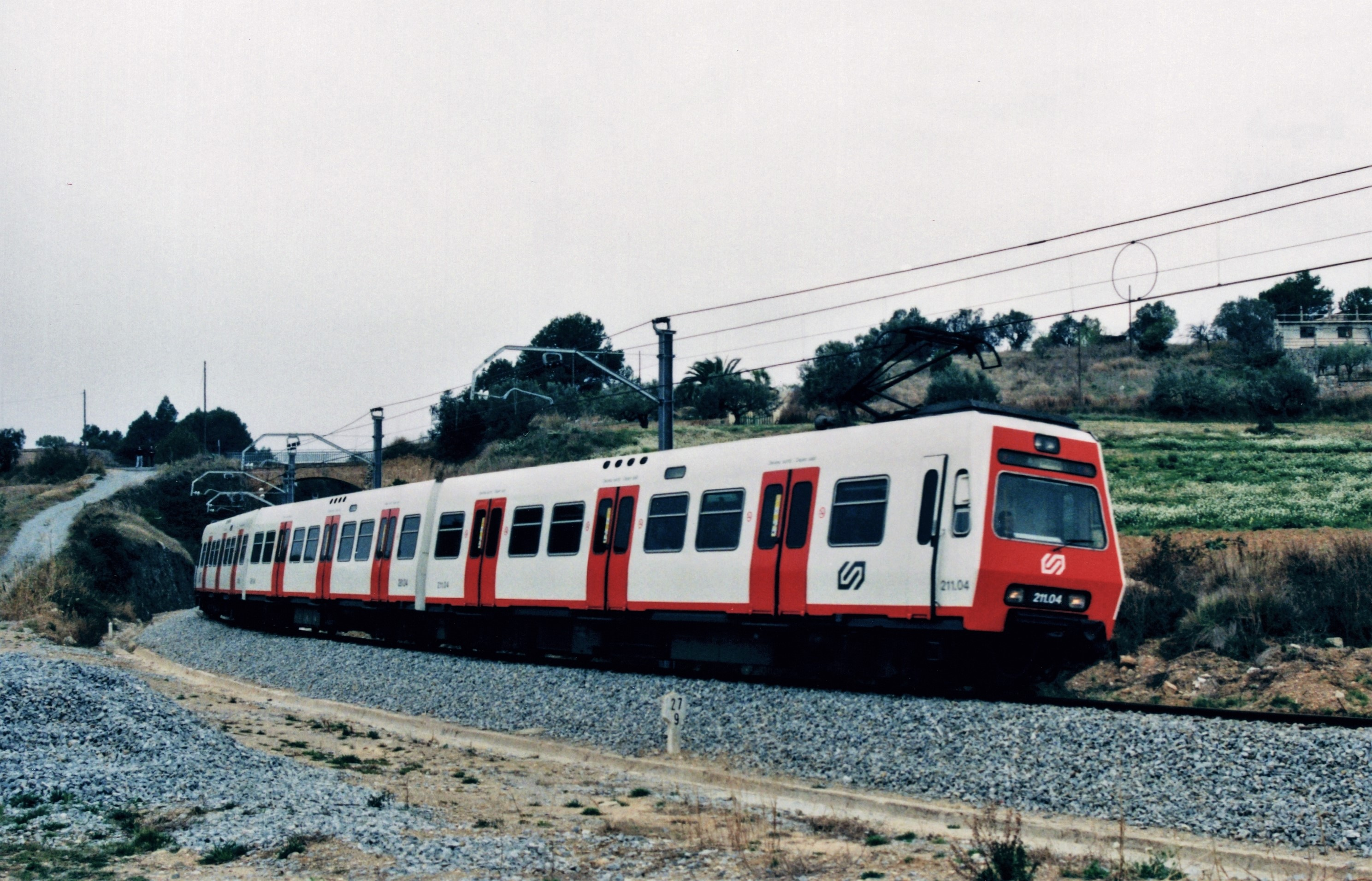
Inhabitual presència d'un tren de la sèrie 211 a la línia d'Igualada: a La Beguda, la 211.04 fent un tren d'Igualda a Barcelona el 14 de març de 1999.

Quan es van posar en servei van començar a realitzar trens de rodalies entre les estacions de Barcelona Plaça Espanya i Molí Nou, Pallejà, Sant Andreu de la Barca, Martorell-Enllaç i Olesa de Montserrat, així com serveis regionals des de Barcelona fins a Manresa, conjuntament amb els trens de la sèrie 5000. Des del primer moment van circular tant en composició simple d'una sola UT, com en composició doble de dues UT en comandament múltiple. No obstant, degut a la longitud de les andanes de les estacions, la composició màxima era de cinc cotxes, no podent acoblar-se en servei comercial dues UT de tres cotxes.
Un cop totes les UT en servei i fiabilitzat el seu ús, l'1 de novembre de 1989 es va augmentar la freqüència dels trens entre les estacions de Barcelona Plaça Espanya i Molí Nou, amb un tren cada 15 minuts.
Durant mols anys van continuar fent els mateixos serveis.
El 3 d'agost de 1998, FGC va rebre la primera unitat de tren elèctrica de la sèrie 213. El primer lot de 20 UT es va adquirir per substituir els trens de les sèries més antigues (sèries 3000, 5000 i 8000), així com per prestar servei amb trens elèctrics a la línia d'Igualada, l'electrificació de la qual es va inaugurar oficialment el 3 de novembre del mateix any. No obstant, la primera UT elèctrica que va circular per la línia d'Igualada, per fer proves de les noves instal·lacions, va ser la 211.09, la nit del 7 al 8 d'octubre de 1998.
L'1 de febrer de 1999 van entrar en servei comercial els primers vuit trens de la sèrie 213 i un nou horari, que va augmentar l'oferta als serveis regionals. Durant els primers mesos, fins a l'arribada de la resta dels nous trens, les UT de la sèrie 211 van realitzar alguns trens a la línia d'Igualada, principalment el darrer de la tarda cap a Igualada, que circulava acoblat amb un tren amb destinació Manresa fins a l'estació de Martorell-Enllaç. Aquest servei es feia amb UT de dos cotxes, doncs la reduïda potència específica de les de tres cotxes feia difícil l'acompliment de l'horari. Posteriorment, un cop entregades totes les 213, les de la sèrie 211 no van prestar servei gairebé mai per la línia d'Igualada, només en comptades ocasions per avaries d'altres trens.
L'arribada dels nous trens també va provocar que les 211 quedessin relegades als serveis de rodalies entre Barcelona, Olesa de Montserrat i recorreguts intermedis, sent substituïdes al servei regional fins a Manresa per les 213.
Cal esmentar que, molt ocasionalment, també van circular per la línia del Cremallera de Montserrat des de la seva inauguració el 12 de juny de 2003, en el tram d'adhesió entre les estacions de Monistrol de Montserrat i Monistrol Vila.
L'arribada del segon lot d'unitats de tren de la sèrie 213, entre els anys 2005 i 2006, va suposar la retirada temporal del servei comercial de cinc UT de la sèrie 211 (dues de tres cotxes i les tres de dos cotxes) al llarg de l'any 2006. De fet, aquest any les tres UT de dos cotxes només van recórrer 16.467 km, mentre que les de tres cotxes van fer 122.495 km. El 2007, les de dos cotxes van fer només 352 km, mentre que les de tres cotxes van fer 142.973 km.
El 9 de febrer de 2008 va entrar en vigor l'anomenat Itinerari LA50, que va suposar un augment considerable de trens a totes les línies. En aquell moment, malgrat que ja estaven en servei totes les UT de la sèrie 213 del segont lot (213.21 a 213.33), es van reactivar totes les UT de la sèrie 211, necessàries davant el fort augment de les freqüències. Aquell any, les de dos cotxes van recórrer 57.056 km, i les de tres cotxes 335.406 km.

### El final de la sèrie

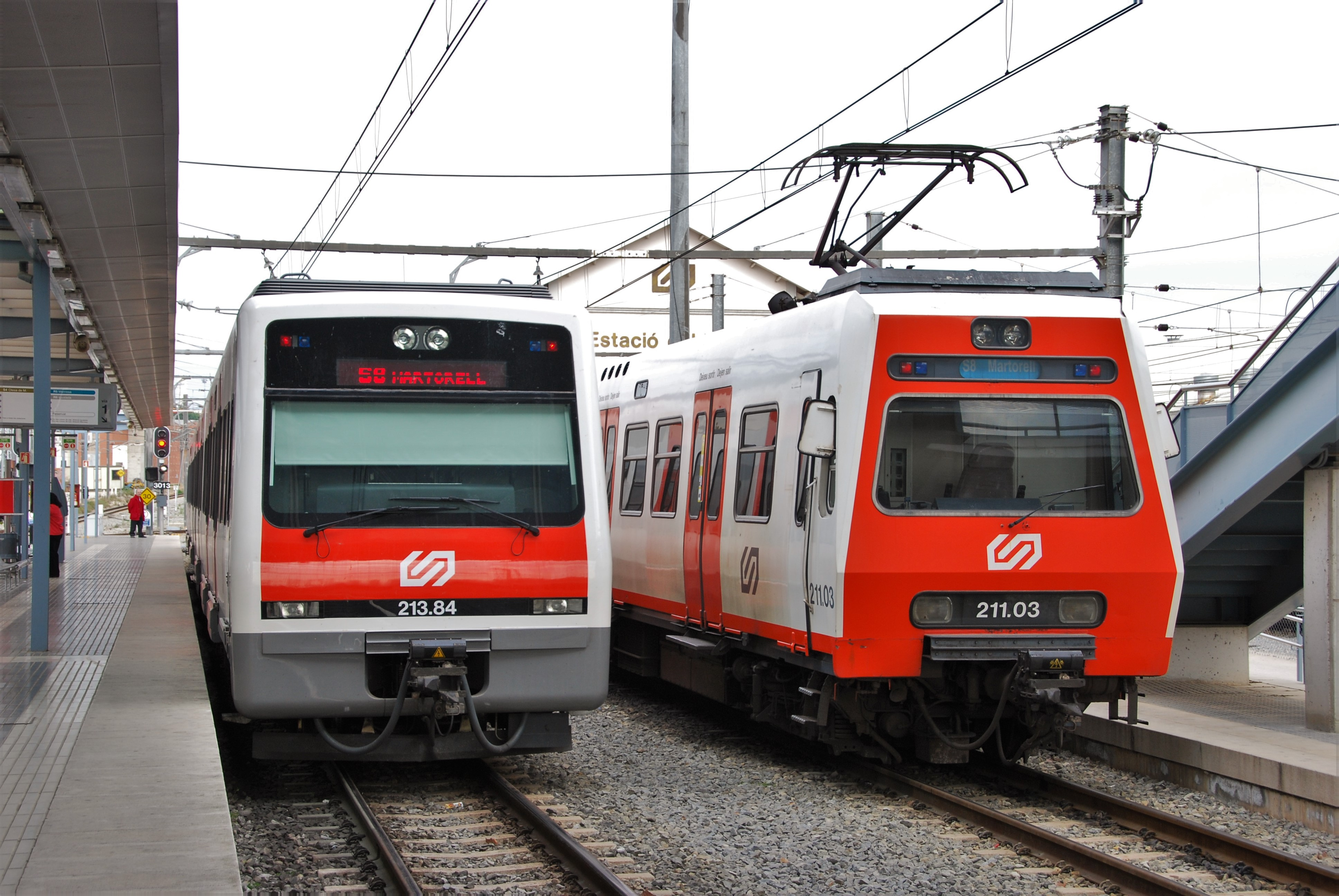
La 211.03 al costat de la 213.34 a Martorell-Enllaç, durant el viatge de comiat organitzat per l'AAFCB.

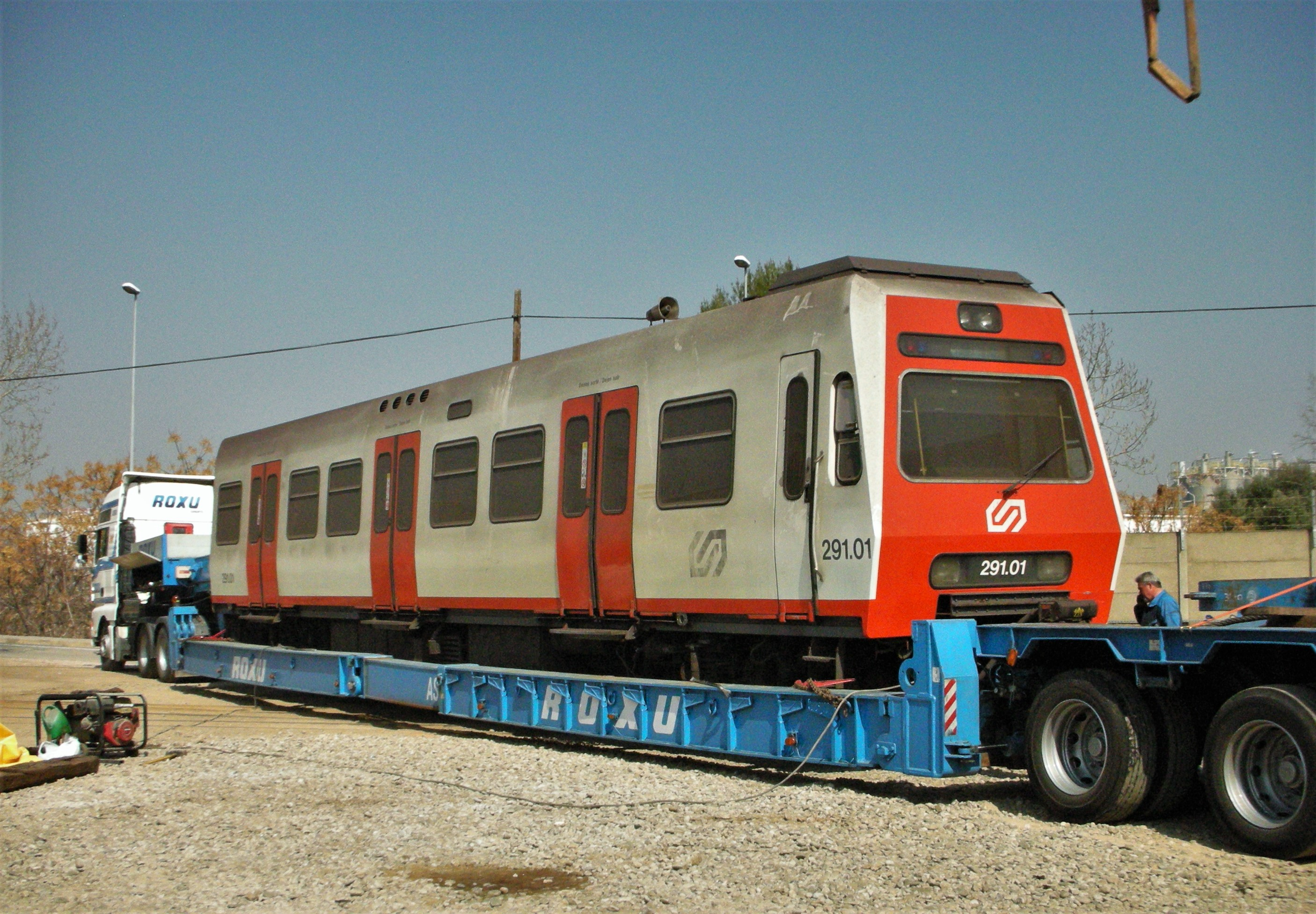
Un dels cotxes venuts a FEVE, el remolc amb cabina 291.01, a Martorell-Enllaç carregat sobre el camió que el va transportar a Astúries.

Al llarg de l'any 2009 es van posar en servei les nou UT de la sèrie 213 del tercer i darrer lot (213.34 a 213.42), que van ser adquirides específicament per substituir les deu UT de la sèrie 211. El 22 de març de 2009, l'Associació d'Amics del Ferrocarril de Barcelona va organitzar un viatge de comiat de les 211, entre Barcelona Plaça Espanya, Monistrol de Montserrat i tornada. Oficialment, les unitats de tren de la sèrie 211 es van retirar del servei des de l'1 de maig de 2009. Per tant, van circular només durant 22 anys, temps inferior als 30 o 35 anys que, normalment, es considera la vida útil d'un tren d'aquest tipus, considerant també la seva amortització. En aquell moment, la seva fiabilitat (cotxes-km recorreguts entre avaries) era molt baixa, recorrent només 28.875 km entre avaries, a contrastar amb els 197.650 km entre avaries de les UT 213 (dades del 2008). Un dels motius argumentats llavors per la seva prematura retirada del servei va ser que no estaven adaptades a l'accés universal per persones amb mobilitat reduïda.
Durant un temps, els deu trens van ser apartats a les vies de les estacions de Barcelona Plaça Espanya i Martorell-Enllaç. A finals de 2009, la UT de dos cotxes 211.09 va ser traslladada a les pistes d'esquí de La Molina (del grup FGC). Instal·lada a la zona dels Alabaus, va ser utilitzada durant el Campionat Mundial de surf de neu de l'any 2011. Poc temps després, el color vermell de les testeres va ser canviat pel color verd corresponent a l'Àrea de Turisme i Muntanya.
L'any 2010, FGC va vendre a l'empresa pública FEVE set trens de la sèrie 211 per la seva transformació en trens turístics per a l'exportació a l'Amèrica del Sud. Donat que els vehicles transformats serien tots remolcats, abans de la seva entrega a FEVE, FGC va retirar tots els components tècnics relacionats amb la tracció i el fre que podrien ser utilitzats com a recanvis per les UT de la sèrie 111.
FEVE va anunciar la signatura de diversos acords amb dues empreses per la transformació i venda dels següents trens:
- El 2009 amb l'empresa pública Ferrocarriles del Ecuador, per la transformació de dos trens turístics de tres cotxes.[27]
- El 2011 amb l'empresa privada Andean Railways del Perú, que operava trens turístics a la línia del Machu Picchu, per la transformació d'un tren de tres cotxes, amb una opció per fer un segon tren.[28]
- El 2011 de nou amb Ferrocarriles del Ecuador, per la transformació d'un tercer tren de quatre cotxes.[27]

Aquests projectes no es van realitzar en la seva totalitat i, finalment, FGC va entregar a FEVE només cinc UT:
- A finals de 2010, les UT 211.03 i 211.06.[26]
- El març de 2012, les UT 211.01, 211.02 i 211.07 (probablement, aquesta sense el remolc intermedi).[29][30]

Dels 14 cotxes adquirits a FGC, sembla que FEVE només va transformar set per la seva exportació a l'Equador. Els treballs els va executar la seva empresa filial Fenit Rail, als tallers de FEVE a El Berrón:
- Es va formar una composició de tres cotxes, tots remolcats, per fer trens turístics a la ruta coneguda com "Nas del Diable", entre Alausí i Sibambe. La transformació va consistir en la reconfiguració de la ubicació i quantitat de portes d'accés; obertura de finestres panoràmiques sobre les ja existents; i instal·lació d'un interiorisme completament nou. Es va embarcar cap a l'Equador el gener de 2012 i va començar a circular el 26 d'abril de 2012.[27][31][32]
- Una segona composició, aquesta de quatre cotxes, es va transformar amb més luxes que les dues anteriors, per fer el tren turístic anomenat "Tren Crucero". La testera d'un dels cotxes va ser oberta per formar un balconet. Aquest tren va començar a circular el juliol de 2013.[33]

L'any 2015, FGC va decidir la preservació com a material històric de la UT de tres cotxes 211.04, per la incorporació al futur museu de la línia Llobregat-Anoia a Martorell.
Les restants tres UT (211.05, 08 i 10) van ser desballestades l'any 2016. Finalment, el maig de 2020 es va licitar el desmuntatge i desballestament de la 211.09 situada a La Molina, sent signat el contracte per l'execució del servei el 30 de juliol següent.

### Resum història UT 211
| UT     | Any posada en servei | Composició                            | Any baixa | Posteriorment                                        |
| ------ | -------------------- | ------------------------------------- | --------- | ---------------------------------------------------- |
| 211.01 | 1987                 | M-Ri-Rc                               | 2009      | Venuda a FEVE. Enviada a Astúries el març de 2012.   |
| 211.02 | 1987-1988            | M-Ri-Rc                               | 2009      | Venuda a FEVE. Enviada a Astúries el març de 2012.   |
| 211.03 | 1987                 | M-Ri-Rc                               | 2009      | Venuda a FEVE. Enviada a Astúries a finals del 2010. |
| 211.04 | 1988                 | M-Ri-Rc                               | 2009      | Preservada com a material històric.                  |
| 211.05 | 1988                 | M-Ri-Rc                               | 2009      | Desballestada l'any 2016.                            |
| 211.06 | 1988                 | M-Rc (M-Ri-Rc des del juliol de 1995) | 2009      | Venuda a FEVE. Enviada a Astúries a finals del 2010. |
| 211.07 | 1988                 | M-Rc (M-Ri-Rc des de l'agost de 1995) | 2009      | Venuda a FEVE. Enviada a Astúries el març de 2012.   |
| 211.08 | 1988                 | M-Rc                                  | 2009      | Desballestada l'any 2016.                            |
| 211.09 | 1988                 | M-Rc                                  | 2009      | Traslladada a La Molina. Desballestada el 2020.      |
| 211.10 | 1988                 | M-Rc                                  | 2009      | Desballestada l'any 2016.                            |

## Descripció tècnica

### Quadre de característiques
| Característica            | unitat | Cotxe M1                                    | Cotxe Ri                                    | Cotxe Rc                                    |
| ------------------------- | ------ | ------------------------------------------- | ------------------------------------------- | ------------------------------------------- |
| Anys construcció          |        | 1987-1988                                   | 1987-1988                                   | 1987-1988                                   |
| Quantitat                 |        | 10 (7 composició M-R-Rc, 3 composició M-Rc) | 10 (7 composició M-R-Rc, 3 composició M-Rc) | 10 (7 composició M-R-Rc, 3 composició M-Rc) |
| Rodatge                   |        | B'B'                                        | 2'2'                                        | 2'2                                         |
| Potència en règim continu | kW     | 552                                         | 552                                         | 552                                         |
| Velocitat màxima          | km/h   | 90                                          | 90                                          | 90                                          |
| Sistemes de seguretat     |        | FAP                                         | FAP                                         | FAP                                         |
| Comandament múltiple      |        | Dues UT                                     | Dues UT                                     | Dues UT                                     |
| Longitud unitat de tren   | mm     | 54.234 (3 cotxes) / 36.492 (2 cotxes)       | 54.234 (3 cotxes) / 36.492 (2 cotxes)       | 54.234 (3 cotxes) / 36.492 (2 cotxes)       |
| Longitud de les caixes    | mm     | 17.300                                      | 17.300                                      | 17.300                                      |
| Tara unitat de tren       | kg     | 92.400 (3 cotxes) / 66.120 (2 cotxes)       | 92.400 (3 cotxes) / 66.120 (2 cotxes)       | 92.400 (3 cotxes) / 66.120 (2 cotxes)       |
| Pes màxim unitat de tren  | kg     | 129.400 (3 cotxes) / 90.120 (2 cotxes)      | 129.400 (3 cotxes) / 90.120 (2 cotxes)      | 129.400 (3 cotxes) / 90.120 (2 cotxes)      |
| Tara de cada cotxe        | kg     | 36.420                                      | 26.280                                      | 29.700                                      |
| Pes màxim per eix         | T      | 12,1                                        | 9,8                                         | 10,4                                        |
| Places assegudes          |        | 34                                          | 37 (amb WC) 40 (sense WC)                   | 34 (sense WC) 32 (amb WC)                   |
| Places dempeus            |        | 70                                          | 75                                          | 70                                          |
| WC                        |        | NO                                          | SI (281.01 a 05) NO (281.06 i 07)           | NO (291.01 a 05) SI (291.06 a 10)           |

### Part mecànica
Les UT de la sèrie 211 estaven formades per dos o tres cotxes: totes tenien un cotxe motriu amb cabina de conducció (M) al costat Barcelona i un cotxe remolc amb cabina de conducció (Rc) al costat Manresa; set d'elles, a més, tenien un remolc intermedi (Ri) entre els altres dos cotxes.
Les caixes dels cotxes, d'estructura autoportant, estaven construïdes amb perfils extruïts d'aliatges lleugers d'alumini, soldats entre ells. Aquests perfils, alguns d'ells de grans dimensions, van ser fabricats per l'empresa suïssa especialitzada Alusuisse, que els va subministrar als fabricants MTM i MACOSA. La caixa de cada vehicle es recolzava sobre dos bogis de dos eixos. Al sostre hi havia els equipaments de climatització i, a més, als cotxes motrius un pantògraf i un disjuntor. Sota el pis de les caixes dels cotxes penjaven els diferents equipaments tècnics.
Cada cotxe disposava de tres portes d'accés pels viatgers a cada lateral, de doble full i accionament pneumàtic. A més, a cada cabina de conducció hi havia una porta d'accés per costat, d'accionament manual.
Els cotxes de cada UT estaven units entre ells amb acoblaments semi-permanents, i disposaven d'unes portes a les testeres per passar de l'un a l'altre, accessibles als viatgers. Als extrems de cada tren hi havia dos enganxalls automàtics del tipus BSI-Kompakt (del fabricant alemany Bergische Stahlindustrie, a Remscheid), que s'utilitzaven per acoblar en comandament múltiple fins a dues UT, o per remolcar-les en cas d'avaria.
Interiorment, el terra era de fusta ignífuga recoberta amb material sintètic, i les parets i el sostre estaven fets amb grans panells de plàstic de color beix. L'enllumenat es feia mitjançant tubs fluorescents. Al sostre hi havia les canalitzacions del sistema de climatització, capaç de subministrar aire fred i calent o ventilació. Les finestres es podien obrir en el terç superior, tot i que normalment la seva obertura estava bloquejada amb la clau de quadradet, utilitzant-se només en cas d'avaria del sistema de climatització. Disposaven també d'estors. Pel temps fred, hi havia uns calefactors elèctrics sota els seients. Els seients tenien la disposició 2+1 o 1+1, a banda i banda d'un passadís central. Al cotxe motor, pel costat de la cabina de conducció, una porta interior permetia separar el primer grup de seients i la primera plataforma d'accés de la resta, formant així un departament aïllat que es podia fer servir com a furgó pel transport de mercaderies petites. Quan aquesta porta estava tancada, s'inhabilitava l'obertura de les portes exteriors dels viatgers d'aquella plataforma. S'utilitzava diàriament pel transport de la correspondència interna entre les estacions i les oficines de l'empresa amb algun dels primers trens del matí.
Totes les UT estaven equipades amb un WC, que estava situat als cotxes Ri a les UT 211.01 a 05, i als cotxes Rc a les UT 211.06 a 10. Força petit, estava equipat amb un lavabo i un vàter que descarregava sobre la via. Per tal d'evitar l'acumulació de brutícia al tram soterrat entre Barcelona Plaça Espanya i Cornellà de Llobregat, el personal de conducció anulava l'obertura de la porta del WC en aquest tram, mitjançant un interruptor que bloquejava elèctricament el pany.
Les dues cabines de conducció tenien un únic seient central, i un senzill pupitre de conducció. S'hi podia accedir per les dues portes laterals, o per una porta que donava al departament de viatgers. No disposaven de climatització independent (feien servir el mateix equipament de la sala de viatgers), però si calefacció pròpia. Hi ha havia dues petites finestres que es podien obrir parcialment.
Tots els bogis eren idèntics, d'un disseny d'Alsthom. Estaven formats per una estructura en forma d'hac, construïda amb xapes d'acer. Aquesta estructura subjectava els dos eixos mitjançant caixes de greix i una suspensió primària de molles helicoïdals. La caixa dels cotxes es recolzava sobre els dos bogis mitjançant una travessa balladora (amb una corona de gir), i aquesta sobre els bogis mitjançant les dues balones pneumàtiques de la suspensió secundària. Cada eix, d'acer forjat amb rodes monobloc, tenia calat un disc de fre, sobre el que actuaven les mordasses del fre pneumàtic. A més, cada roda disposava d'una sabata de fre, que complementava l'esforç de frenat. Els bogis motrius, a més, incorporaven un sol motor de tracció situat entre els eixos, que atacava ambdós eixos mitjançant cardans i reductores. El pes d'un bogi motor era de 8,1 tones, i el d'un remolcat de 5,2 tones.

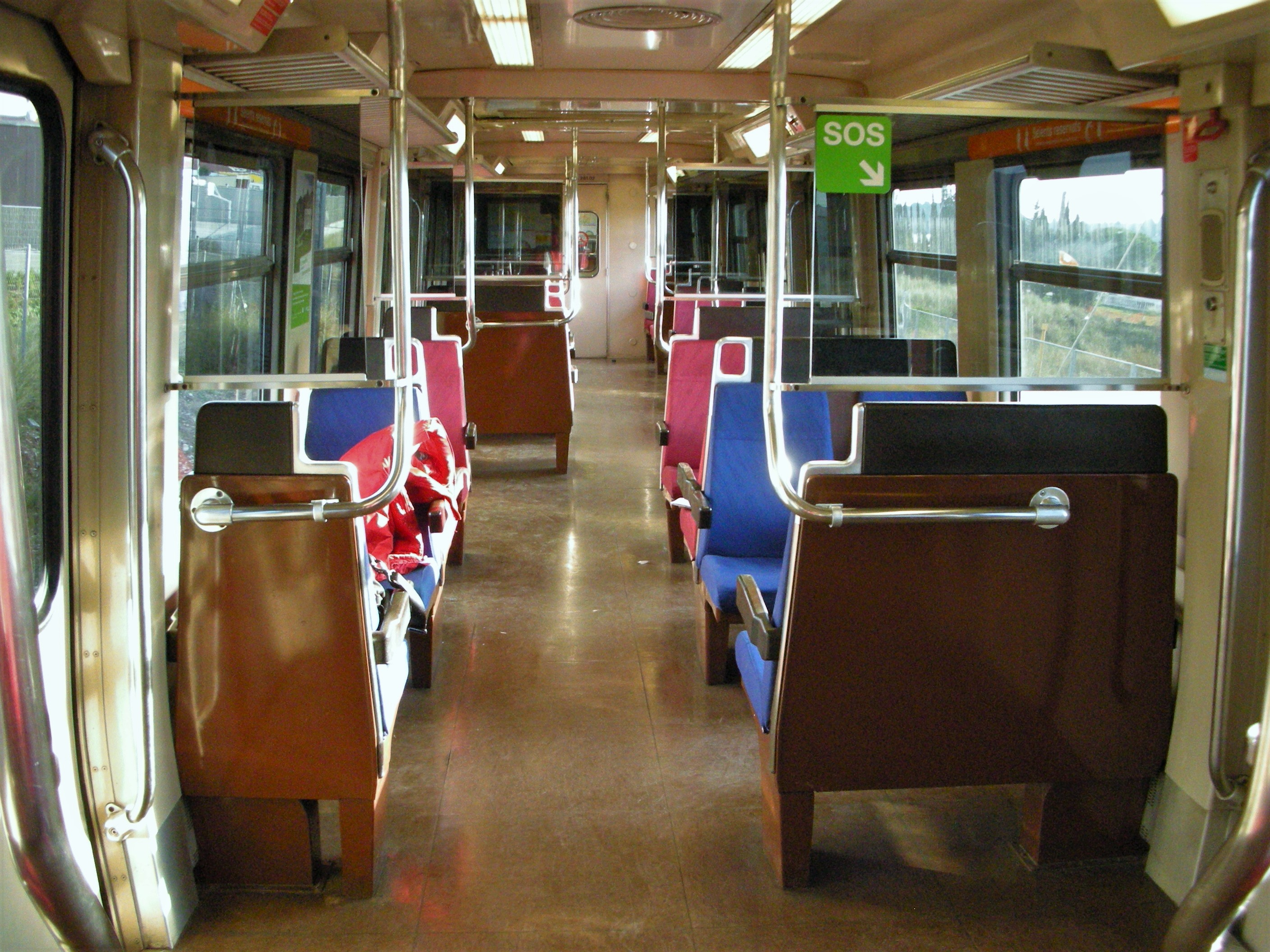
Vista interior del remolc intermedi 281.02. Tapissats en blau, els seients reservats per persones amb necessitats especials.
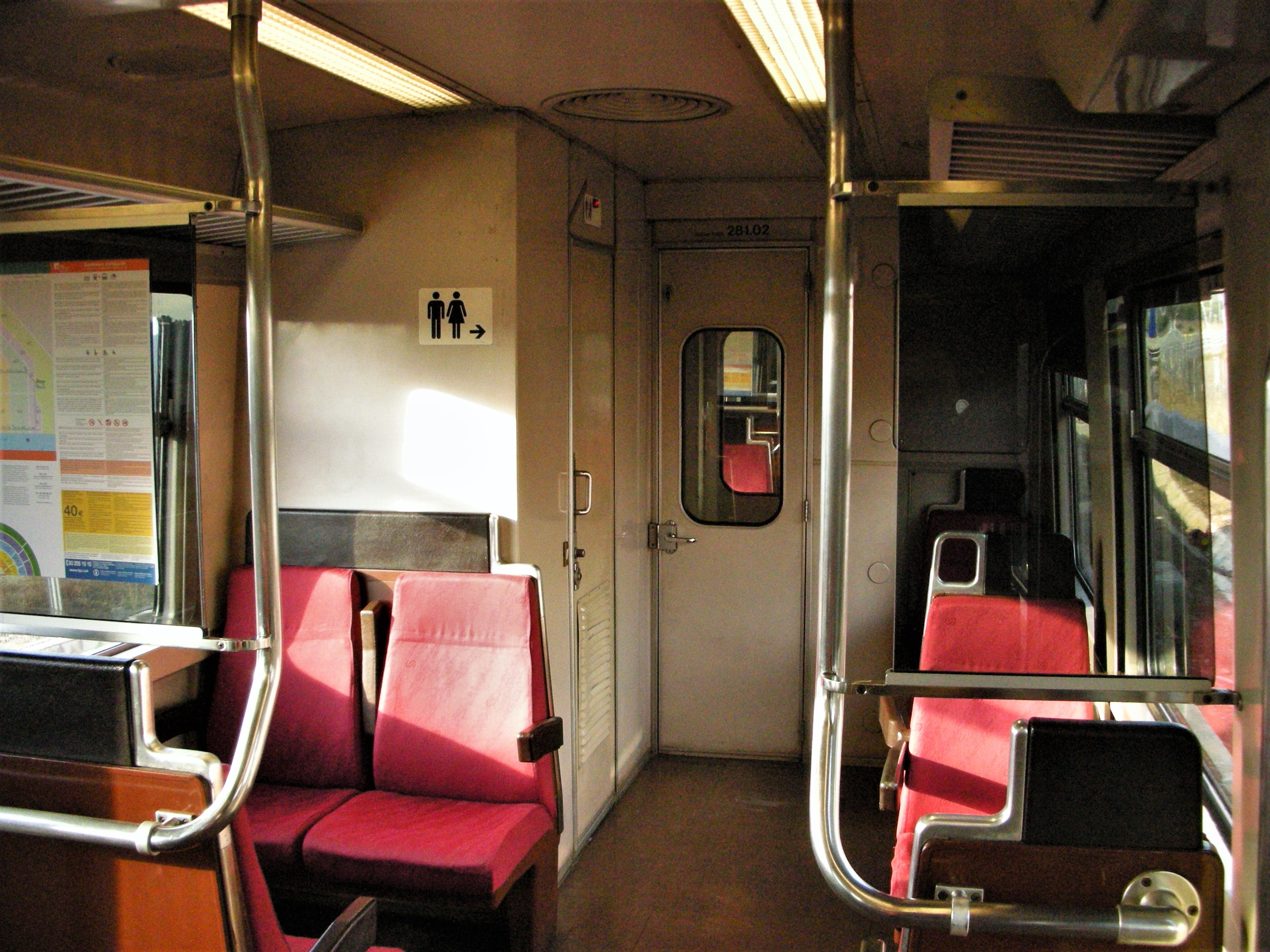
Detall del mateix cotxe, amb la porta d'intercomunicació al fons, i l'habitacle del WC a l'esquerra.
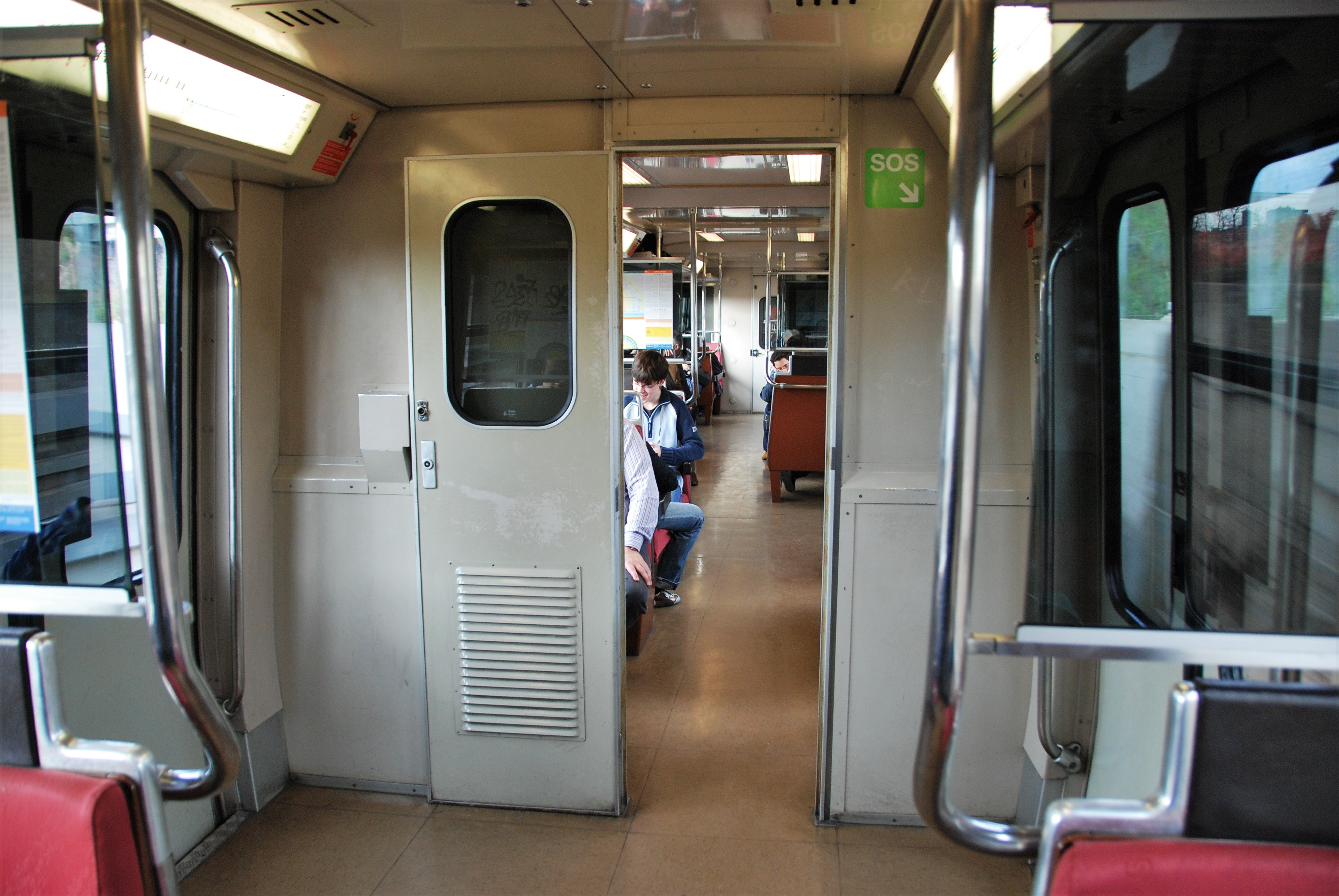
Compartiment del cotxe motor 211.03 situat junt a la cabina de conducció, amb la porta que permetia aïllar-lo de la resta.
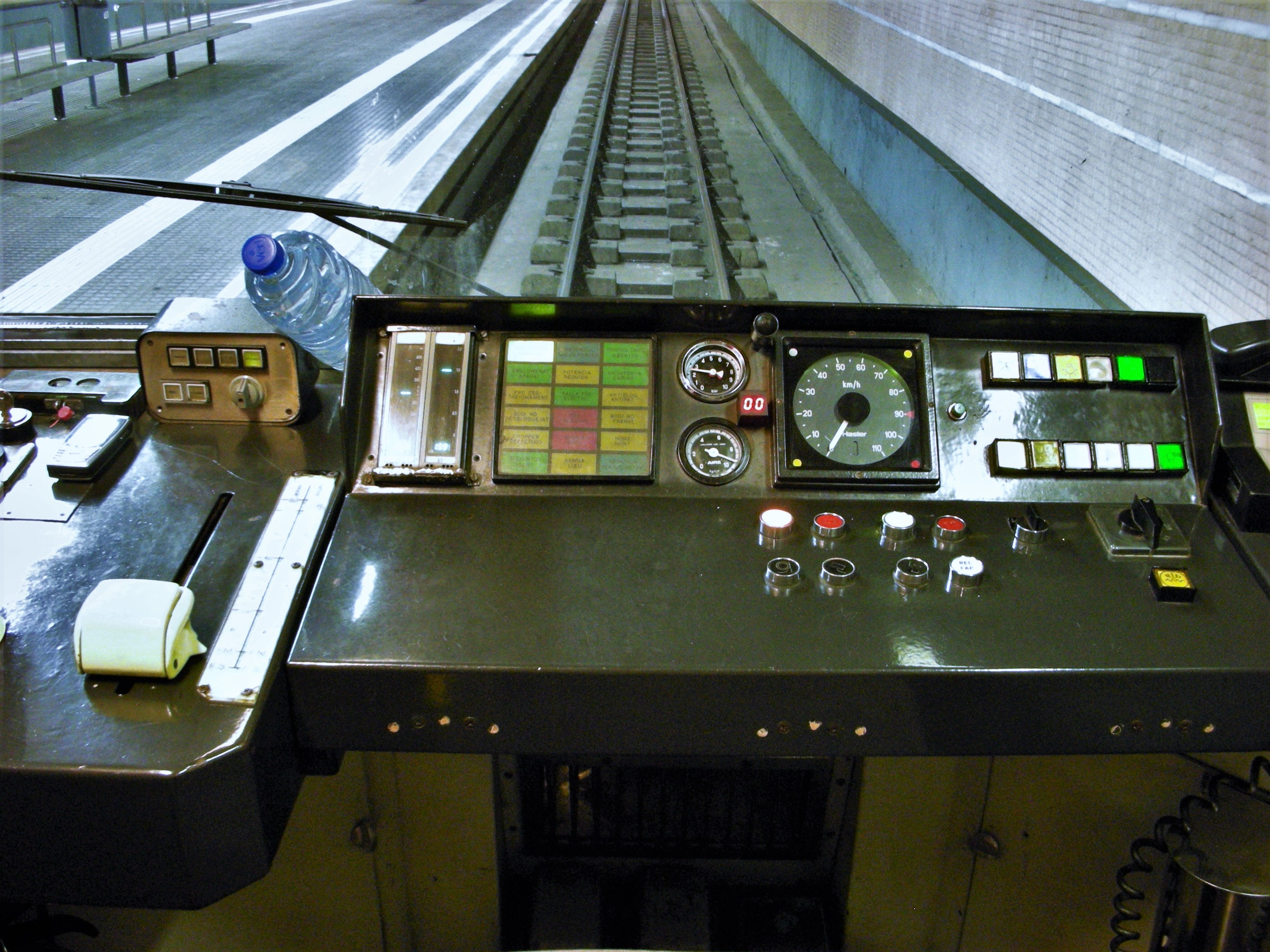
Pupitre de conducció. A l'esquerra, el manipulador de tracció/fre i el panell repetidor del sistema de seguretat FAP.
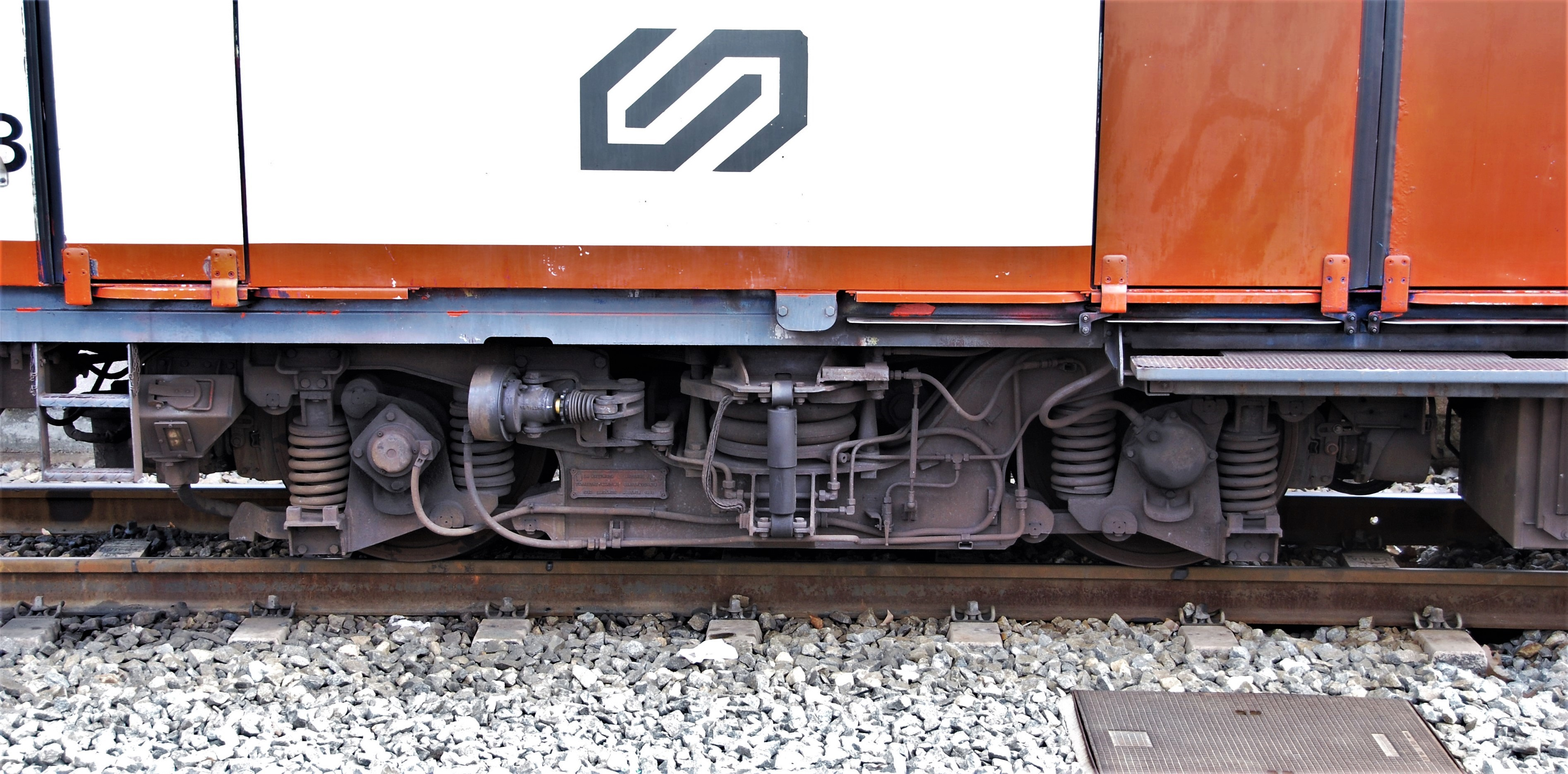
Vista lateral d'un bogi. Tant els motrius com els remolcats eren idèntics.

### Equipament elèctric
Cada cotxe motriu estava equipat amb un pantògraf Faiveley d'accionament pneumàtic, que captava el corrent elèctric a 1.500 Vcc de la catenària, tot i que el tren podia funcionar amb tensions de catenària d'entre 1.000 i 1.800 Vcc. Després de cada pantògraf hi havia un parallamps, un disjuntor extra-ràpid i un filtre d'entrada.
L'equipament de tracció estava format per un chopper amb tiristors, equipament electrònic que permetia variar a voluntat la tensió d'alimentació dels motors de tracció i, per tant, la seva acceleració. Es complementava amb un chopper de shuntat per tal de reduir el camp magnètic dels inductors dels motors de tracció a velocitats elevades. Pel frenat elèctric es feia servir el mateix chopper de tracció; el corrent generat llavors pels motors de tracció, que passaven a comportar-se com a generadors, era retornat a la catenària si hi havia altres trens consumint corrent elèctric en aquella secció, o transformat en calor a les resistències de fre, situades sota el bastidor i refrigerades amb un ventilador elèctric.
Els dos motors de tracció eren de corrent continu, del model TAO 679 A2 d'Alsthom. Funcionaven a una tensió d'entre 0 i 750 Vcc, amb una intensitat nominal de 400 A, estant connectats entre si en sèrie.
Pels serveis auxiliars havia dos convertidors: un de 75 kVA de potència als cotxes remolc amb cabina, i un altre de 45 kVA de potència als cotxes remolcs intermedis. Els primers alimentaven els carregadors de les bateries, l'enllumenat, els circuits de control, la ventilació dels equipaments de tracció i els equips de climatització dels cotxes M i Rc. El del Ri alimentava l'equipament de climatització propi.

### Sistemes pneumàtics i de fre
Cada UT disposava d'un sol compressor principal d'aire, situat sota el cotxe Rc, que alimentava el sistema a una pressió d'entre 8 i 10 kg/cm². Era de pistons, accionat elèctricament amb un motor de corrent continu alimentat directament des de la catenària, i podia produir fins a 1.650 litres per minut. L'aire comprimit es feia servir pel fre pneumàtic; l'accionament de les portes de passatge; la suspensió secundària; els pantògrafs; els miralls retrovisors; les botzines; els greixadors de pestanya; i les sorreres. Disposava d'un segon compressor auxiliar, situat sota el cotxe M, que es feia servir només per elevar el pantògraf quan no hi havia reserva d'aire comprimit als dipòsits principals. Era accionat també per un motor elèctric, però en aquest cas alimentat des de les bateries.
El funcionament del fre pneumàtic era controlat electrònicament, i combinat amb el fre elèctric. Quan l'equip de control del tren demanava l'accionament del fre, primer actuava el fre elèctric, sent complementat pel fre pneumàtic en cas de necessitar un esforç superior. En aquest cas, es donava una ordre a les electrovàlvules, que deixaven passar l'aire a pressió dels dipòsits principals cap als cilindres de fre, primer als de disc, i quan aquests feien un esforç de fre d'uns dos terços, es complementava amb el fre de sabates. Per si fallava el sistema electrònic de control, a la cabina de conducció es disposava d'un comandament elèctric que permetia accionar directament el fre pneumàtic. Per unes electrovàlvules diferents s'accionava el fre d'urgència, ja fos per una ordre donada pel maquinista o per l'actuació automàtica d'algun dels sistemes de seguretat. A cada bogi, un dels cilindres de fre estava equipat amb fre d'estacionament per molla acumuladora, que actuava davant la manca de pressió d'aire i garantia la immobilitat del tren.

### Equipament de control
El control del funcionament del tren era mixte elèctric i electrònic: la major part d'elements s'accionaven mitjançant comandaments elèctrics; però el control de la tracció i el fre es feia electrònicament. La conducció del tren es feia mitjançant un únic comandament, conegut com a manipulador de tracció/fre, i oferia dos modes de funcionament:
- En condicions normals, es feia servir el mode de velocitat prefixada: el maquinista desplaçava el manipulador endavant o enrere per tal d'augmentar o disminuir la velocitat de consigna, i els equipaments electrònics regulaven la tensió d'alimentació dels motors elèctrics de tracció per tal d'accelerar el tren fins a la velocitat demanada i, un cop assolida, mantenir-la. Per mantenir la velocitat de consigna independentment del traçat, la electrònica ordenava petites acceleracions o desacceleracions als motors de tracció, podent variar la velocitat real respecte de la de consigna fins a 3 km/h.[37] Per frenar el tren, el maquinista havia de reduir la velocitat de consigna fins a la desitjada (fins i tot a 0 km/h), i la electrònica donava les ordres corresponents per activar el fre elèctric i, si calia, complementar-lo amb el pneumàtic. A més, el manipulador de tracció/fre disposava d'una zona de frenat per sota del valor zero de velocitat, on el maquinista podia accionar a voluntat el fre pneumàtic fins a una darrer posició de fre d'urgència.
- En cas d'avaria dels chopper, el tren podia continuar la marxa amb l'anomenada tracció de socors. Llavors es feien servir les resistències de fre situades al cotxe M per tal de variar la tensió d'alimentació dels motors de tracció, intercalant o eliminant resistències en sèrie. El mode es seleccionava mitjançant un commutador i es feia servir el mateix manipulador de tracció/fre, però de forma diferent: el maquinista anava eliminant o afegint resistències manualment per tal de variar l'esforç de tracció. El fre elèctric quedava inoperatiu i només es podia frenar amb el pneumàtic, accionat també manualment.

La resta de comandaments, tots elèctrics, corresponien als elements de posada en servei, o fora de servei, de la UT; de l'accionament de les portes de passatge; el comandament independent d'accionament del fre pneumàtic; accionament manual de retrovisors i botzines; i diversos elements d'anul·lacions de seguretats, per tal de poder retirar la UT del servei en cas d'avaria. Disposava de diversos indicadors de tensió, intensitat i pressió, i un panell indicador d'avaries, amb diverses llums que informaven d'on estava el problema.

### Equipaments de seguretat
Les UT 211 estaven equipades amb diversos sistemes de seguretat, sent els principals:
- Sistema d'home mort, que aturava el tren davant defalliments del maquinista.
- Sistema FAP (Frenat Automàtic Puntual), que informava al maquinista de les indicacions dels senyals i provocava l'aturada d'emergència en cas d'accions errònies per la seva part.
- Llaç de portes, que impedia la circulació del tren amb alguna porta de viatgers no tancada i enclavada.
- Mínima pressió d'aire, que impedia la marxa del tren i el bloquejava en cas de pressió d'aire insuficient per frenar.
- Aparells d'alarma pels viatgers. Si la velocitat del tren era inferior a 20 km/h, provocaven l'aturada d'emergència; si la velocitat era superior, no aturaven el tren i s'activava un sistema de comunicació amb el maquinista.

### Prestacions i operació
La potència màxima d'una UT era de 552 kW, la velocitat màxima de 90 km/h i l'acceleració màxima d'1,0 m/s². La desacceleració màxima amb el frenat d'emergència era d'1,3 m/s². No obstant, l'acceleració era superior a les UT de dos cotxes que a les de tres, doncs la potència relativa era superior (6,125 kW de potència per cada tona de pes -a càrrega màxima- a les UT de dos cotxes, enfront dels 4,266 kW de potència per cada tona a les de tres cotxes). L'acceleració màxima només es podia assolir en arrancades en pendent, doncs la potència es quedava una mica limitada per obtenir aquest valor en arrencades en pla, o en rampa (a comparar amb els 7,403 kW per tona de pes de les UT germanes de la sèrie 111). Quan funcionava amb tracció de socors, la velocitat era la mateixa, però l'acceleració quedava notablement reduïda.
Es podien acoblar entre elles en comandament múltiple de fins a dues UT. Normalment, les 211 circulaven o bé soles (les de tres cotxes), o bé acoblades una de tres cotxes amb una altra de dos cotxes. Va ser poc habitual que les UT de dos cotxes circulessin soles o bé acoblades entre elles, excepte durant algun temps en què les de dos cotxes varen fer trens entre Barcelona Plaça Espanya i Sant Boi, i a principis de 1991, en que feien acoblades el darrer tren cap a Manresa i Igualada, acoblades fins a Martorell-Enllaç. Degut a la seva reduïda potència, les UT de tres cotxes gairebé mai van circular per la línia d'Igualada, de difícil traçat.
L'octubre de 1999 es va fer una modificació tècnica a una UT 211 per tal que pogués ser acoblada en comandament múltiple amb les UT de la sèrie 213: es va instal·lar un autòmat programable del tipus Agate d'Alstom i es va modificar el cablejat i els enganxalls BSI-Kompakt. Durant l'any 2000 aquesta modificació es va realitzar a les altres nou UT. Aquesta actuació estava inclosa en el contracte per la construcció de les UT de la sèrie 213. Malgrat la realització de nombroses proves, el sistema no es va arribar a utilitzar i mai van circular acoblades UT de les dues sèries en servei comercial.
En cas d'avaria, les UT 211 podien ser remolcades tant per les de la mateixa sèrie, com per les de la sèrie 213. També podien ser remolcades per les locomotores dièsel de la línia, mitjançant l'ús d'un enganxall de transició entre els dos sistemes (BSI-Kompakt a les UT 211, enganxall convencional de brida i cargol o AAR-Alliance a les locomotores).
El manteniment dels trens sempre es va fer al taller de Martorell-Enllaç.

### Imatge, numeració i curiositats
Les UT de la sèrie 211 sempre han estat decorades de la mateixa manera, en color blanc amb les portes i una petita franja a la part inferior de la caixa de color vermell. Inicialment, la numeració dels trens va ser la següent:
- Els cotxes motors, costat Barcelona, es van numerar del 211.01 a 211.10.
- Els cotxes remolcs intermedis es van numerar del 281.01 al 281.07.
- Els cotxes remolcs amb cabina, costat Manresa, es van numerar del 282.01 al 282.10.

El mes de desembre de 1995 es va modificar la numeració dels remolcs amb cabina de conducció, sent renumerats del 291.01 al 291.10.
A banda de les circulacions comercials cal esmentar que, molt ocasionalment, les UT 211 de la sèrie 211 van circular pel tram d'adhesió de la línia del Cremallera de Montserrat, fens trens llançadores entre les dues estacions de Monistrol de Montserrat en cas d'avaria d'algun dels trens de la línia. No obstant, el servei més curiós el van fer el diumenge 28 de setembre de 2008, quan la 211.01 va circular entre Manresa-Baixador, Santpedor, Sallent i tornada, amb motiu de la Fira de sant Miquel de Santpedor. Donat que aquella línia no està electrificada, va ser remolcada per la locomotora dièsel 254.02, fent un total de cinc viatges d'anada i tornada.